# Ammothella cymosa
Ammothella cymosa är en havsspindelart som beskrevs av Nakamura, K. och C.A. Child 1983. Ammothella cymosa ingår i släktet Ammothella och familjen Ammotheidae. Inga underarter finns listade i Catalogue of Life.